# Bibliographie sur Friedrich Nietzsche
La liste ci-dessous constitue une bibliographie, essentiellement française, d'ouvrages sur la vie, les œuvres ou la philosophie de Friedrich Nietzsche.
- Haut – A
- B
- C
- D
- E
- F
- G
- H
- I
- J
- K
- L
- M
- N
- O
- P
- Q
- R
- S
- T
- U
- V
- W
- X
- Y
- Z

## A
- Alvoët, Gérald, Nietzsche et l'Europe, L'Harmattan, 2007.
- Andler, Charles, Nietzsche, sa vie et sa pensée, 6 volumes, 1920-1931 ; réédition Gallimard, Paris, 3 volumes, 1979.
- Andreas-Salomé, Lou, Friedrich Nietzsche à travers ses œuvres, 1932, traduction française Paris, Grasset.
- Arena, Leonardo Vittorio,
  - (it) Nietzsche e il nonsense, Milan, Franco Angeli, 1994.
  - (en) Nietzsche in China in the XXth Century, eboook, 2012.
- Assoun, Paul-Laurent, Freud et Nietzsche, P.U.F., 1998.
- Astor, Dorian, 
  - La « faute », la « mauvaise conscience » et ce qui leur ressemble. Deuxième dissertation, extrait de La Généalogie de la morale. Dossier. Gallimard, coll. « Folioplus philosophie », 2006.
  - Vérité et mensonge au sens extra-moral. Dossier. Gallimard, coll. « Folioplus philosophie », 2009.
  - Nietzsche, Gallimard, coll. « Folio biographies », 2011.
  - Nietzsche. La détresse du présent, Gallimard, coll. « Folio essais », 2014.
  - Dictionnaire Nietzsche (collectif, dir. Dorian Astor). Éd. Robert Laffont, coll. « Bouquins », 9 mars 2017. 987 p., 20 cm.  (ISBN 978-2-221-13123-7)
- Audi, Paul,
  - L’Affaire Nietzsche, Verdier, coll. « Verdier/poche », 2013.
  - L'ivresse de l'art. Nietzsche et l'esthétique, Le Livre de poche, coll. « Biblio Essais », 2003.

## B
- Bachelard, Gaston, L'air et les songes, Essai sur l'imagination du mouvement, Paris, José Corti, 1943.
- Baroni, Christophe, Nietzsche éducateur. De l'homme au surhomme, Paris, Buchet-Chatel, 1961.
- Bataille, Georges, Sur Nietzsche, Gallimard, 1945.
- Batault, Georges, Apollon et Dionysos, leur vrai sens chez Nietzsche, in Mercure de France, numéro 275 — Tome LXXVI (1er décembre 1908), p. 435-444.
- Bäumler, Alfred, Nietzsche, der Philosoph und Politiker, Leipzig, Reclam, 1931.
- Bazinek, Leonore, Penser avec Friedrich Wilhelm Nietzsche, Grin Verlag, 2013.
- Beardsworth, Richard, Nietzsche, Paris, Les Belles Lettres, 2003.
- Beaufils, Marcel,
  - « La Philosophie wagnérienne : de Schopenhauer à Nietzsche », dans Wagner, ouvr. collectif (Paris, 1962).
  - Nietzsche et Wagner, illustr. Maria Mikhaylova, Samuel Tastet Éditeur, 64 p., 2024  (ISBN 978-2868180926)
- Becdelièvre, Laure, Nietzsche et Mallarmé, Editions de la Transparence, 2008.
- Béland, Martine, Kulturkritik et philosophie thérapeutique chez le jeune Nietzsche, PU Montréal, 2012.
- Belart, Hans,
  - Friedrich Nietzsches Ethik, Leipzig, H. Seeman, 1901.
  - Nietzsches Metaphisik, Berlin, F. Wunder, 1904.
- Belhaj Kacem, Mehdi, Nietzsche et la psychose occidentale. Du nazisme au transhumanisme, Marseille, Fiat Lux, 250 p., 2024  (ISBN 979-1091157421), (ASIN B0CVTQXQPM)
- Bernat, Harold, Nietzsche et le problème des valeurs, L'Harmattan, 2006.
- Berthelier, Benoît, Le Sens de la Terre, penser l’écologie avec Nietzsche, Seuil, 2023.
- Bertot, Clément, Leclercq Jean, Monseu Nicolas, et Wotling Patrick (dir.), Nietzsche, penseur de l’affirmation. Relecture d’« Ainsi parlait Zarathoustra », Presses universitaires de Louvain, coll. « Empreintes philosophiques », 2019.
- Bertram, Ernst, Nietzsche, Essai de mythologie, traduction 1932, Paris, Rieder.
- Biaggi, Vladimir, Nietzsche, Armand Colin, 1999.
- Bianchi, Olivia, Apprendre à philosopher avec Nietzsche, Ellipses, 2012.
- Bianquis, Geneviève,
  - Nietzsche en France. L'influence de Nietzsche sur la pensée française, Paris, 1929.
  - Nietzsche, Rieder, 1933.
  - Nietzsche devant ses contemporains, Éditions du Rocher, 1959.
- Biely, Andrei, Friedrich Nietzsche, Editions Stalker, Coll. Execelsior, 2006
- Bilheran, Ariane, La Maladie, critère des valeurs chez Nietzsche : Prémices d'une psychanalyse des affects, L'Harmattan, 2005.
- Bindschedler, Maria, Nietzsche und die poetische Lüge, Bâle, 1954.
- Birault, Henri, Sur un texte de Nietzsche : « En quoi, nous aussi, nous sommes toujours pieux », in Revue de Métaphysique et de Morale, janvier-mars 1962.
- Birnbaum, Antonia, Nietzsche, les aventures de l'héroïsme, Coll. Critique de la politique, Editions Payot, 2000.
- Blondel, Éric, 
  - Nietzsche, le cinquième évangile ?, Les bergers et les mages, 1980.
  - Nietzsche, le corps et la culture : la philosophie comme généalogie philologique, L'Harmattan, 2006.
- Blunk, Richard, Friedrich Nietzsche, I. Enfance et jeunesse, traduction E. Sauser, Buchet-Chastel, 1955.
- Boehm R., Deux points de vue : Husserl et Nietzsche, in Archivio di Filosofia, 1962.
- Bocca-Aldaqre, Francesca, Nietzsche au paradis : Vies parallèles entre islam et Occident, trad. fr. Anaïs Massot, Éditions Fenêtres, 146 p., 2023.
- Bolle, Henri Jean : Nietzsche et le problème juif dans Présence : revue mensuelle IIIe année, no 9 (novembre 1935), p. 3-12
- Botul, Jean-Baptiste, Nietzsche et le démon de midi, éditions 1001 nuits (canular).
- Boudot, Pierre, 
  - Nietzsche et les écrivains français, 10/18, 1970.
  - Nietzsche et l'au-delà de la liberté, Aubier-Montaigne, 1971.
  - L'ontologie de Nietzsche, Presses Universitaires de France, 1972.
  - Nietzsche en miettes, Presses Universitaires de France, 1973 et 1993.
  - Nietzsche, la Momie et le Musicien, Jacques-Marie Laffont, 1981 ; rééd. Atelier des Brisants, 2002.
- Bourdeau, Jean, "Nietzsche" in Les maîtres de la pensée contemporaine, 1913.
- Bouriau, Christophe, Nietzsche et la Renaissance, Paris, PUF, coll. Philosophies, 176 p., 2015.
- Bouveresse, Jacques,
  - Les foudres de Nietzsche et l’aveuglement des disciples, postf. Jean-Jacques Rosat, Hors d'atteinte, coll. Faits & Idées, 336 p., 2021.
  - Nietzsche contre Foucault : sur la vérité, la connaissance et le pouvoir, Marseille, Agone, 2016  (ISBN 978-2-7489-0248-8)
- Bourgeois, Jean-Luc, Friedrich Nietzsche. Vie, œuvres, fragments, Éditions de l'éclat, 2020
- Brandes, Georg, Nietzsche : essai sur le radicalisme aristocratique, L'Arche, 2006.
- Brann, Helmut, Nietzsche et les femmes.
- Brinton, Crane, Nietzsche, New York, Harper and Row, 1965.
- Brum, José-Thomaz, Schopenhauer et Nietzsche : Vouloir-vivre et volonté de puissance, L'Harmattan, 2005.
- Bubnoff, Nocolaï von, Friedrich Nietzsches Kulturphilosophie und Umwertungslehre, Leipzig, Kröner, 1924.
- Burckhardt, Carl Jacob, Frédéric Nietzsche en Suisse, Monaco : Société de Conférences, 1956.

## C
- Cacciari, Massimo, Le Jésus de Nietzsche, Éditions de l'éclat, 2011
- Campioni, Giuliano, Les Lectures françaises de Nietzsche, PUF, 2001
- Camus, Albert, "Nietzsche et le nihilisme" in L'Homme révolté, Paris, N.R.F. Gallimard, 1951.
- Caron, Maxence, Le soi perdu dans son idole: volonté de puissance, volonté de volonté, dans Heidegger - Pensée de l'être et origine de la subjectivité, Le Cerf, 2005.
- Catteau, Dominique, 
  - Nietzsche, adversaire de Wagner : le sens du Cas Wagner, Publibook, 2002.
  - Nietzsche et Berlioz, une amitié stellaire, Publibook, 2002.
  - Nietzsche, apologiste de Wagner, Publibook, 2002.
  - Nietzsche, apostat de Wagner : l'éternel malentendu, Publibook, 2012.
- Chatterton-Hill, Georges, The philosophy of Nietzsche : an exposition and an appreciation, London, Ouseley, 1912.
- Chestov, Léon,
  - La Philosophie de la tragédie, Dostoïevsky et Nietzsche.
  - L'Idée de bien chez Tolstoï et Nietzsche.
- Choulet, Philippe, Nancy, Hélène, Nietzsche, l'art et la vie, Le Félin, 1996.
- Colli, Giorgio, 
  - Écrits sur Nietzsche, Éditions de l'éclat, 1998.
  - Après Nietzsche, Éditions de l'éclat, 2000.
- Conche, Marcel, Nietzsche et le bouddhisme, Michalon, 2007.
- Constantinidès, Yannis, 
  - Nietzsche l'éveillé (avec Damien McDonald), Ollendorff & Desseins, 2009
  - Nietzsche, anthologie de textes commentés, Hachette, 2001
  - Le nouveau culte du corps : Dans les pas de Nietzsche, François Bourin Éditeur, 2013.
- Crépon, Marc, 
  - Le malin génie des langues : essais sur Nietzsche, Heidegger, Rosenzweig, Paris, Vrin, 2000.
  - Nietzsche : l'art et la politique de l'avenir, PUF, 2003.
- Cresson, André, Nietzsche, Sa vie, Son œuvre, Sa philosophie, Paris, Presses Universitaires de France, 1947.

## D
- Deleuze, Gilles,
  - Nietzsche et la philosophie, PUF, 1962.
  -  Nietzsche, sa vie, son œuvre, PUF, 1965.
- Denat, Céline, Nietzsche. Généalogie d’une pensée, Paris, Belin, 2016.  (ISBN 978-2-7011-9152-2)
- Denat, Céline (dir.), Au-delà des textes : la question de l’écriture philosophique, (dir.), Reims, Éditions et Presses Universitaires de Reims (Épure), 2007. (ISBN 978-2-915271-16-4)
- Denat, Céline, et Wotling, Patrick, Dictionnaire Nietzsche, Paris, Ellipses, coll. « Dictionnaire », 2013.  (ISBN 978-2-7298-76791)
- Denat, Céline, et Wotling, Patrick (dir.), 
  - Les Langues philosophes, Reims, Épure, coll. « Langage et pensée », 2012
  - Nietzsche. Un art nouveau du discours, Reims, Épure, coll. « Langage et pensée », 2013
  - Les Hétérodoxies de Nietzsche. Lectures du Crépuscule des idoles, Reims, Épure, coll. « Langage et pensée », 2014
  - Le Monde, miroir de la langue ?, Reims, Épure, coll. « Langage et pensée », 2015
  - Aurore, tournant dans l’œuvre de Nietzsche ?, Reims, Épure, coll. « Langage et pensée », 2015
  - Transferts linguistiques, hybridations culturelles, Reims, Épure, coll. « Langage et pensée », 2015
  - Nietzsche. Les textes sur Wagner, Reims, Épure, coll. « Langage et pensée », 2015
  - Langage et pensée dans la philosophie française, Reims, Épure, coll. « Langage et pensée », 2016
  - Nietzsche. Les premiers textes sur les Grecs, Reims, Épure, coll. « Langage et pensée », 2016
  - Humain, trop humain et les débuts de la réforme de la philosophie, Reims, Épure, coll. « Langage et pensée », 2017
  - Les Enjeux de l’herméneutique en Allemagne, et au-delà, Reims, Épure, coll. « Langage et pensée », 2018
- Denat, Céline, Maitrot-Tapprest, Claire, et Wotling, Patrick (dir.), Bouddhisme et philosophie occidentale, Reims, Épure, coll. « Langage et pensée », 2017
- Denat Céline, Fillon, Alexandre et Wotling, Patrick (dir.), Les Logiques du discours philosophique en Allemagne de Kant à Nietzsche, Reims, Épure, coll. « Langage et pensée », 2019
- Denat, Céline, et Piazzesi, Chiara (dir.), Nietzsche, pensatore della politica ? Nietzsche, pensatore del sociale ? / Nietzsche, penseur de la politique ? Nietzsche, penseur du social ?, Pisa, Edizioni ETS, 2017
- Derrida, Jacques, 
  - Eperons : les styles de Nietzsche, Flammarion, 2013.
  - Otobiographies : L'enseignement de Nietzsche et la politique du nom propre, Galilée, 2005.
- De Gaultier, Jules,
  - De Kant à Nietzsche, 1900.
  - Nietzsche et la réforme philosophique, 1904.
  - Nietzsche, 1926.
- De Launay, Marc, Nietzsche et la race, Paris, Le Seuil, 2019.
- (de) Del-Negro, Walter, Die Rolle der Fiktionen in der Erkenntnisstheorie Friedrich Nietzsches, München, 1923.
- De Pallarès, V., Le crépuscule d'une idole : Nietzsche, Nietzschéisme, Nietzschéens, 1910.
- De Pourtalès, Guy, Nietzsche en Italie, Bernard Grasset, 1929 ; rééd. L'Âge d'Homme, 1992.
- De Roberty, Eugène, Frédéric Nietzsche : contributions à l'histoire des idées philosophiques et sociales à la fin du XIXe siècle, Félix Alcan, 1902.
- Deussen, Paul, Souvenirs sur Friedrich Nietzsche, Le Promeneur, 2002.
- (de) Diefke, Max, Was muss man von Nietzsche wissen ? Allgemeinverständliche Darstellung seines Lebens und seiner Lehren, Berlin, 1903.
- Diéguez, Manuel de, Heidegger et la postérité de Nietzsche.
- D'Iorio, Paolo, 
  - HyperNietzsche, PUF, 2000.
  - Le Rayonnement européen de Nietzsche, collectif, (avec Gilbert Merlio), Klincksieck, 2004.
  - Nietzsche. Philosophie de l'esprit libre : études sur la genèse des Choses humaines, trop humaines, collectif, (avec Olivier Ponton), Rue d'Ulm, 2004.
  - Le Voyage de Nietzsche à Sorrente, CNRS, 2012.
- Dixsaut, Monique, Nietzsche : par-delà les antinomies, Chatou, 2006, rééd. Vrin 2012.
- Dortiguier, Pierre, Nietzsche : Ce qu'il n'est pas, ce qu'il découvre, Fiat Lux, 200 p., 2014.
- Drews, Arthur, Nietzsches Philosophie, Heidelberg, 1904.
- Dufour, Eric (philosophe), L'esthétique musicale de Nietzsche, Lille, Presses Universitaires du Septentrion, coll. Musique et sciences des arts, 2005.
- Dumoulié, Camille, Nietzsche et Artaud : Pour une éthique de la cruauté, PUF, 1992.
- Dupré, Julien, Nietzsche et les nationalistes français, préf. Olivier Dard, Paris, Perspectives Libres, 2024.
- Durel, Alain, Enquête sur la mort de Dieu. Nietzsche contre le Crucifié (Tempora, 2008), essai  (ISBN 978-2-916053-52-3)
- Dwelshauvers, Georges, La Philosophie de Nietzsche, Paris, 1909.

## E
- Eberlein, Hermann-Peter, Flamme bin ich sicherlich! Friedrich Nietzsche, Franz Overbeck und ihre Freunde, Köln 1999.
- Edelman, Bernard, Nietzsche, un continent perdu, PUF, 2000.
- Eisler, Rudolph, Nietzsches Erkenntnistheorie und Metaphysik, Leipzig, 1902.
- Emmerich, Erika, Wahrheit und Wahrhaftigkeit in der Philosophie Nietzsches, Bonn, Halle, 1933.

## F
- Faguet, Émile, En lisant Nietzsche, Paris, 1904.
- Faure, Élie, Les Constructeurs, Georges Crès et Cie, coll. « Les Proses », 1914 ; rééd. Denoël, coll. Médiations, essais sur Cézanne, Michelet, Nietzsche, Lamarck et Dostoïevski, 1981.
- Favrit, Bruno, "Qui suis-je?" Nietzsche, Coll. "Qui suis-je?", Editions Pardès, 2002.
- Faye, Jean-Pierre,
  - Le vrai Nietzsche : guerre à la guerre, Paris, Hermann, 1998.
  - Nietzsche et Salomé. La philosophie dangereuse, Paris, Grasset, 2000.
  - La Fête de l'Ane de Zarathustra, L'Harmattan, 2009.
- Fink, Eugen, Nietzsches Philosophie, Stuttgart, Kohlhammer, 1960.
- Foucault, Michel,
  - « Nietzsche, la généalogie, l'histoire », dans Hommage à J. Hyppolite, PUF, 1971.
  - Nietzsche. Cours, conférences et travaux, Coll. Hautes Études, codé. EHESS-Gallimard-Seuil, 2024
- Fouillée, Alfred,
  - Note sur Nietzsche et Lange, 1909.
  - La psychologie des passions selon Nietzsche, 1905.
  - Nietzsche et l'immoralisme, 1902.
  - Les Idées sociales de Nietzsche, 1902.
  - La Religion de Nietzsche, 1901.
  - La Morale aristocratique du surhomme, 1901.
  - Les Jugements de Nietzsche sur Guyau d'après des documents inédits, 1901.
  - Nietzsche and darwinism, 1901.
- Förster-Nietzsche, Elisabeth, Friedrich Nietzsche et les femmes de son temps, Michel de Maule, 2007.
- Fradelizi, Christophe, Nietzsche et le problème de la communication : Écrire avec son sang, Paris, Classiques Garnier, 436 p., 2024  (ISBN 978-2406161905)
- Franck, Didier, Nietzsche et l'ombre de Dieu, PUF, 2010.
- François, Arnaud, Bergson, Schopenhauer, Nietzsche. Volonté et réalité, Paris, PUF, 2008

## G
- Gadamer, Hans-Georg, Nietzsche : L'Antipode, le drame de Zarathoustra, Allia, 2000.
- Gaudin, Philippe, La Religion de Nietzsche, Editions de l'Atelier, 2008.
- Geisenhanslüke, Achim, Le Sublime chez Nietzsche, L'Harmattan, 2000.
- Goedert, Georges, 
  - Nietzsche, critique des valeurs chrétiennes, Beauchesne, 1997.
  - Nietzsche, disciple de Dionysos, L'Harmattan, 2005.
- Granarolo, Philippe,
  - L'Individu éternel, l'expérience nietzschéenne de l'éternité, Vrin, 1993.
  - Études Nietzschéennes. Tome 1: Nietzsche penseur du futur, JePublie, 2011.
  - Études Nietzschéennes, tome 2: Nietzsche et le temps, JePublie, 2012.
  - Nietzsche et les voies du surhumain, collection "Philosophie en Cours", Éditions Sceren, CNDP-CRDP, 2013.
  - Nietzsche, Cinq scénarios pour le futur, Encre Marine, 2014.
- Granier, Jean, 
  - Le Problème de la Vérité dans la philosophie de Nietzsche, Paris, Éditions du Seuil, 1966.
  - Nietzsche, PUF Que sais-je ?, 1982
- Guérin, Michel, Nietzsche, Socrate héroïque, Grasset, 1975.
- Guillemin, Henri, Regards sur Nietzsche, Paris, Le Seuil, 1991.

## H
- Haar, Michel, 
  - Nietzsche et la métaphysique, 1993.
  - Par-delà le nihilisme : Nouveaux essais sur Nietzsche, 1998.
- Haaz, Ignace, 
  - Les conceptions du corps chez Ribot et Nietzsche, L'Harmattan, 2002.
  - Nietzsche et la métaphore cognitive, L'Harmattan, 2006.
- Halévy, Daniel, Nietzsche, Grasset, 1944.
- Halévy, Marc, 
  - Citations de Nietzsche expliquées, Eyrolles, 2013.
  - Nietzsche. Prophète du troisième millénaire ?, Oxus, 2013.
- Hatem, Jad, Un paradis à l'ombre des épées : Nietzsche et Bartol, L'Harmattan, 2010.
- Hayman, Ronald, Nietzsche, Seuil, 2000.
- Héber-Suffrin, Pierre,
  - Le Zarathoustra de Nietzsche, PUF, 1992.
  - Nietzsche, Ellipses, 1997.
  - Une lecture de Par-delà bien et mal : Anciennes et nouvelles valeurs chez Nietzsche, Ellipses, 1999.
  - Lecture d'Ainsi parlait Zarathoustra, 4 tomes, Editions Kimé, 2012.
- Heidegger, Martin,
  - Nietzsche, 2 tomes, trad. fr. Pierre Klossowski, Paris, Gallimard, coll. Bibliothèque de Philosophie, 1971.
  - Qui est le Zarathoustra de Nietzsche ? in Essais et Conférences, (préf. Jean Beaufret), , Paris, Gallimard, coll. « Tel » (no 52), 1993  (ISBN 2-07-022220-9)
  - Interprétation de la « Deuxième considération intempestive » de Nietzsche, trad. fr. Alain Boutot, Paris, Gallimard, coll. Bibliothèque de Philosophie, 2009.

## J
- Jaspers, Karl, Nietzsche, introduction à sa philosophie, Gallimard, Coll. « Tel », 1978.  (ISBN 2-07-029934-1)
- Jamet, Pierre, Shakespeare et Nietzsche : la volonté de joie, Publibook, 2008.
- Janz, Curt Paul, Nietzsche, 3 tomes, Gallimard, Coll. « Leurs figures », 1984.  (ISBN 2070700755)
- Joris, Michel, Nietzsche et le Soufisme : Proximites Gnostico-Hermetiques, L'Harmattan, 2006.
- Jugnon, Alain, Nietzsche et Simondon : Le théâtre du vivant, Editions Dittmar, 2010.
- Juranville, Alain, Physique de Nietzsche, Les Contemporains favoris, 2014.

## K
- Kazantzakis, Nikos, Friedrich Nietzsche et la philosophie du droit et de l'État, 15 avril 2015, Editions L'Harmattan, coll. Ouverture philosophique
- Karakas, Tahir, Nietzsche et William James : Réformer la philosophie, L'Harmattan, 2014.
- Kessler, Mathieu, 
  - L'esthétique de Nietzsche, P.U.F., 1998.
  - Nietzsche ou le dépassement esthétique de la métaphysique, P.U.F., 1999.
- Klossowski, Pierre, Nietzsche et le cercle vicieux, Mercure de France, 1975.
- Kofman, Sarah, 
  - Nietzsche et la métaphore, Payot, 1972.
  - Nietzsche et la scène philosophique, 10/18, 1979.
  - Explosions I. De l'Ecce Homo de Nietzsche, Galilée, 1992.
  - Explosions II. Les enfants de Nietzsche, Galilée, 1993.
  - Le mépris des Juifs. Nietzsche, les Juifs, l'antisémitisme, Galilée, Paris, 1994.
- Kremer-Marietti, Angèle,
  - Thèmes et structures dans l'œuvre de Nietzsche, Lettres Modernes, Paris, 1957.
  - L'homme et ses labyrinthes, UGE 10/18, Paris, 1972.
  - Nietzsche et la rhétorique, PUF, Paris, 1992.
  - Nietzsche ou les enjeux de la fiction, Paris, L'Harmattan, 2009.
- Krulic, Brigitte, Nietzsche, penseur de la hiérarchie, L'Harmattan, 2002.
- Kynast, Pierre, Le Surhomme de Friedrich Nietzsche, une introduction philosophique, Books On Demand, 2014.

## L
- Lacoste, Jean, "Les rapports de Nietzsche à la civilisation française", Postface aux Œuvres de Friedrich Nietzsche, Robert Laffont, coll. Bouquins, 1993.
- Laruelle, François, Nietzsche contre Heidegger, Coll. Traces, Editions Payot, 1977.
- Lasserre, Pierre,
  - Les Idées de Nietzsche sur la musique, Mercure de France, 1905
  - La Morale de Nietzsche, Garnier Frères, 1917
- Lebreton, Lucie, Nietzsche, lecteur de Pascal, Honoré Champion, 586 p., 2023  (ISBN 2745359436)
- Ledure, Yves, Nietzsche et la religion de l'incroyance, Desclée, Coll. l'Athéisme Interroge, 1973.
- Lefebvre, Henri, Nietzsche, Editions sociales internationales, 1939, rééd. 2003 Editions Syllepses.
- Lefranc, Jean, Comprendre Nietzsche, Armand Colin, 2004.
- Le Rider, Jacques, 
  - De Sils-Maria à Jérusalem : Nietzsche et le judaïsme, les intellectuels juifs et Nietzsche, (Avec Dominique Bourel), Editions Cerf, 1991, Coll. La nuit surveillée
  - "Les présences de Nietzsche en France", Préface aux Œuvres de Friedrich Nietzsche, Robert Laffont, coll. Bouquins, 1993.
  - Nietzsche en France de la fin du XIXe siècle au temps présent, PUF, 1999.
- Leroy, Max, Dionysos au drapeau noir, Nietzsche et les anarchistes, éditions Atelier de création libertaire, 2014.
- Le Vigan, Pierre,
  - Nietzsche et l'Europe, Paris, Perspectives Libres, 105 p., 2022.
  - Nietzsche, un Européen face au nihilisme : Un essai d'interprétation, La Barque d'Or, 109 p., 2023.
- Lichtenberger, Henri, La philosophie de Nietzsche, Felix Alcan, 1898.
- Liébert, Georges, Nietzsche et la musique, PUF, 1995.
- Locchi, Giorgio, Wagner, Nietzsche et le mythe surhumaniste, Paris, La Nouvelle Librairie, coll. "Agora de l'Institut Iliade", 331 p., 2022  (ISBN 978-2493898500).
- Longo, Donato, La présence de Nietzsche dans les débats politiques et culturels en France pendant l'entre-deux-guerres, 1919-1940. Thèse 1985, révisée 2015 (téléchargeable sur le site Nietzsche-en-france)
- Losurdo, Domenico, 
  - Nietzsche, philosophe réactionnaire : pour une biographie politique, Editions Delga, 2008.
  - Nietzsche. le rebelle aristocratique : Biographie intellectuelle et bilan critique [« Nietzsche, il ribelle aristocratico. Biografia intellettuale e bilancio critico »] (trad. de l'italien), Paris, Éditions Delga, 2016, 1088 p. (ISBN 978-2-915854-94-7)
- Löwith, Karl, 
  - De Hegel à Nietzsche, Gallimard, coll. Tel, 1981.
  - Nietzsche : philosophie de l'éternel retour du même, Calmann-Lévy, 1994.

## M
- Mann, Heinrich, Friedrich Nietzsche, Le Promeneur, coll. Le Cabinet des lettrés, 1995.
- Mann, Thomas, Études : Goethe - Nietzsche - Joseph et ses frères, préf. Philippe Jaccottet, Le Promeneur, 168 p., 2006  (ISBN 978-2070776740)
- Marton, Scarlett, Les ambivalences de Nietzsche, éditions de la Sorbonne, 2021.
- Mascolo, Dionys, Nietzsche, l'esprit moderne et l'Antéchrist, Farrago, 2000.
- Mattéi, Jean-François (sous la direction de), Nietzsche et le temps des nihilismes, P.U.F., 2005.
- Maulnier, Thierry, Nietzsche, NRF, Gallimard, 1933.
- Mauriès, Patrick, Nietzsche à Nice, Gallimard, 2009.
- Mennesson, Alice, Nietzsche : pages essentielles, Pocket, 2011.
- Métayer, Guillaume, Nietzsche et Voltaire : de la liberté de l'esprit et de la civilisation, Flammarion, 2011.
- Meyer, Olivier, 
  - Nietzsche, Pardès, collection "Guides des citations", 2005.
  - Nietzsche hyperboréen, ou l'école du Surhomme, Éditions du Lore, 2011.
- Michalski, Krzysztof, La flamme de l'éternité : Essais sur la pensée de Friedrich Nietzsche, Editions ZdL, 2013.
- Milochevitch, Nicolas, Nietzsche et Strindberg : psychologie de la connaissance, L'Âge d'Homme, 1997
- Montebello, Pierre, Nietzsche, La volonté de puissance, PUF Philosophies, 2001.
- Montinari, Mazzino, « La volonté de puissance » n'existe pas.
- Morrison, Robert, Nietzsche and Buddhism - A Study in Nihilism and Ironic Affinities, Oxford University Press, 1997.
- Morel, Georges, 
  - Nietzsche : I Genèse d'une œuvre, introduction à une première lecture, 1970
  - Nietzsche : II Analyse de la maladie, introduction à une première lecture, 1971
  - Nietzsche : III Création et métamorphoses, introduction à une première lecture, 1971
- Müller-Lauter, Wolfgang, Physiologie de la volonté de puissance, textes réunis et précédés de Le Monde de la volonté de puissance par Patrick Wotling, traduit par Jeanne Champeaux, Paris, Allia, 1998 ; rééd. Paris, Allia, 2020.
- Myftiu, Bessa, Nietzsche et Dostoïevski éducateurs, Ovadia, 2006.

## N
- Nehamas, Alexander, Nietzsche : la vie comme littérature, PUF, 1994.
- Nietzsche, Franziska, Les billets de la folie, Paris, Bouquins, coll. Document, 378 p., 2023.
- Nolte, Ernst, Nietzsche : le champ de bataille, Bartillat, 2000.

## O
- Onfray, Michel, 
  - De la sagesse tragique : Essai sur le bon usage de Nietzsche, Garnier-Flammarion, 2005.
  - L'Innocence du devenir : la vie de Frédéric Nietzsche, Galilée, 2008.
  - Nietzsche (BD), Les Editions du Lombard, 2010.
  - La Construction du surhomme : Jean-Marie Guyau, Friedrich Nietzsche, Grasset, 2011.
  - Les avalanches de Sils-Maria : Géologie de Frédéric Nietzsche, Gallimard, N.R.F., 2019.
- Ottaviani, Thierry, Nietzsche et la Corse, éditions Maïa, 2018.
- Overbeck, Franz, Souvenirs sur Nietzsche, Allia, 1999.

## P
- Pajak, Frédéric, Nietzsche au piano, Éditions Noir sur Blanc, 96 p., 2024.
- Papini, Giovanni, Le Crépuscule des philosophes : Kant, Hegel, Comte, Spencer, Nietzsche, Paris, Étienne Chiron, 1922.
- Pautrat, Bernard, Versions du soleil. Figures et système de Nietzsche, Le Seuil, 1971.
- Philonenko, Alexis, Nietzsche, le rire et le tragique, Le livre de poche, 1995.
- Picon, Gaëtan, Nietzsche, Hachette Littératures, 1998.
- Pimbé, Daniel, Nietzsche, Hatier, 1997, disponible ici
- Pinto, Louis, Les neveux de Zarathoustra : La réception de Nietzsche en France, Le Seuil, 1998.
- Pippin, Robert, Nietzsche, moraliste français, Odile Jacob, 2006.
- Podach, E. F., L'Effondrement de Nietzsche, Gallimard, 1978.
- Ponton, Olivier, Nietzsche, philosophie de la légèreté, Walter de Gruyter, 2007
- Przybyszewski, Stanisław, Chopin et Nietzsche : pour une psychologie de l'individu, trad. fr. & postf. Micheline Tournoud, Éditions Folle avoine, 2004.

## R
- Reboul, Olivier, Nietzsche, critique de Kant, PUF, 1974.
- Rey, Jean-Michel, L'enjeu des signes : Lecture de Nietzsche, Seuil, 1971.
- Richter, Claire, Nietzsche et les théories biologiques contemporaines, Paris, Mercure de France, 1911.
- Rogé, Jacques, Le Syndrome de Nietzsche, Odile Jacob, 1999.
- Rosset, Clément, La Force majeure, Paris, Éditions de Minuit, 1983  (ISBN 2-70-730658-4).

## S
- Safranski, Rüdiger, Nietzsche : biographie d'une pensée, Actes Sud, 2000.
- Salanskis, Emmanuel, Nietzsche, Paris, Les Belles Lettres, coll. "Figures du savoir", 2015.
- Sanekli, Monia, L'Inconscient Politique Chez Friedrich Nietzsche, Connaissances, 2016.
- Sarnel, Romain, Comprendre Nietzsche, coll. Comprendre/essai graphique, Max Milo Editions, 5 décembre 2013.
- Sautet, Marc, Boussignac, Patrick, Nietzsche pour débutants, La Découverte, 1986.
- Sautet, Marc, Nietzsche et la Commune, 1981.
- Schellino, Andrea, La pensée de la décadence de Baudelaire à Nietzsche, Paris, Classiques Garnier, 656 p., 2020  (ISBN 978-2406100737)
- Sclechta, Karl, Le Cas Nietzsche, Gallimard, 1960.
- Seillière, Ernest, Étude sur Nietzsche, 1905.
- Sémaria, Yves, 
  - Les paysages de l'esprit : Tome 1, Les saisons niçoises de Frédéric Nietzsche (1883-1888), coll. L'art à Nice, Les Editions Ovadia (7 mai 2010)
  - Nietzsche-Van Gogh, Incandescences Maudites, Les editions Ovadia (novembre 2011)
  - Friedrich Nietzsche et Sils-Maria ou L'éternel retour : Volume 2 : Les paysages de l'esprit (1881-1888), coll. Visions d'art, Les éditions Ovadia (15 décembre 2012)
- Serge, Victor, Essai critique sur Nietzsche, introd., trad. fr. & notes d'Annick Stevens, Éditions Nada, 156 p., 2018  (ISBN 979-1092457261)
- Simha, André, Pour connaître Nietzsche, Bordas, 1988.
- Simmel, Georg, Pour comprendre Nietzsche, Le Promeneur, 2006.
- Simonin, David, Le Sentiment de puissance dans la philosophie de Friedrich Nietzsche, Paris, Classiques Garnier, 488 p., 2022.
- Sloterdijk, Peter, Le Penseur sur scène : le matérialisme de Nietzsche, Christian Bourgois, 1990.
- Soulié, Rémi, Nietzsche ou la sagesse dionysiaque, Points, coll. Points Sagesses, 2014.
- Spenlé, Jean-Édouard,
  - Nietzsche et le problème européen, Armand Collin, 1943.
  - Les Grands Maîtres de l’humanisme européen (l'Université de Paris, Érasme, Voltaire, Goethe, Nietzsche, Carl Spitteler, Rilke), avec une préface de Gaston Bachelard, Paris, Éditions Corrêa, 1952.
- Spiess, Camille, 
  - La Vérité sur Frédéric Nietzsche, lettre ouverte à M. de Pallarès à propos d'un ouvrage récent : Le Crépuscule d'une idole. Nietzsche, Nietzschéisme, Nietzschéens, A. Messein, 1910.
  - Nietzsche contre la barbarie allemande, Genève : Atar, 1919.
  - Nietzsche et Nice, Athanor, 1942.
  - Nietzsche et la France, Athanor, 1956.
- Stanguennec, André, Le Questionnement moral de Nietzsche, Presses Universitaires du Septentrion, 2005.
- Steffens, Martin, Nietzsche, Ellipses, 2008.
- Steiner Rudolf, Nietzsche, un homme en lutte contre son temps, EAR.
- Stiegler, Barbara, 
  - Nietzsche et la biologie, Paris, PUF, Philosophies, 2001.
  - Nietzsche et la critique de la chair, Paris, PUF, Epiméthée, 2005.
  - Nietzsche et la vie : Une nouvelle histoire de la philosophie, Paris, Folio, coll. Inédits Essais, 448 p., 2021.

## T
- Taguieff, Pierre-André, Les Nietzschéens et leurs ennemis - Pour, avec et contre Nietzsche, Paris, Éditions du Cerf, 490 p., 2021  (ISBN 978-2204142656)
- Thibon, Gustave, Nietzsche, ou le déclin de l'esprit, coll. Essais, Fayard (11 février 1975)
- Tönnies, Ferdinand, Der Nietzsche-Kultus, [1897] ; trad. fr. Pascale Hummel, Les Fous de Nietzsche, Michel de Maule, 208 p., 2007  (ISBN 978-2876232075)
- Tzitzis, Stamatios, Nietzsche et les hiérarchies, L'Harmattan, 2008.

## V
- Vacher, Laurent-Michel, Le Crépuscule d'une idole : Nietzsche et la pensée fasciste, Éditions Liber, 2004.
- Valadier, Paul,
  - Nietzsche l'intempestif, Beauchesne, coll. « Le grenier à sel », Paris, 2000.
  - Nietzsche : cruauté et noblesse du droit, Michalon, coll. « Le bien commun » Paris, 1998.
  - Nietzsche, l'Athée de rigueur, Desclée de Brouwer, Paris, 1989.
  - Jésus-Christ ou Dionysos, La foi chrétienne en confrontation avec Nietzsche, Desclée, Paris, 1979.
  - Nietzsche et la Critique du christianisme, Cerf, coll. « Cogitatio fidei », Paris, 1974.
- Valéry, Paul, Sur Nietzsche : Lettres et notes, préf. Michel Jarrety, Éditions La Coopérative, 89 p., 2017  (ISBN 979-1095066156)
- Vanderheyde, Alphonse, 
  - Nietzsche et la pensée des brahmanes, L'Harmattan, 2008.
  - Nietzsche et la pensée bouddhiste, L'Harmattan, 2007.
- Vattimo, Gianni, Introduction à Nietzsche, coll. Le point philosophique, Bruxelles, De Boeck, 1991.
- Verbaere, Laure, Le nietzschéisme français. Approche historique de la réception de Nietzsche en France de 1872 à 1910. Thèse. Lille, ANRT. 2001.
- Vergely, Bertrand, Nietzsche ou la passion de la vie, Editions Milan, 2008.
- Vincent, Hubert, Art, connaissance et vérité chez Nietzsche : Commentaire du livre II du Gai Savoir, PUF, 2007.

## W
- Wahl, Jean, La pensée philosophique de Nietzsche des années 1885-1888, Paris : Centre de documentation universitaire Tournier & Constans, 1959 (Les cours de Sorbonne)
- Warin, François, Nietzsche et Bataille, PUF, 1994.
- Wotling, Patrick,
  - Nietzsche et le problème de la civilisation, P.U.F., Paris, 1995.
  - La Pensée du sous-sol. Statut et structure de la psychologie dans la philosophie de Nietzsche, Éditions Allia, 1999.
  - Le Vocabulaire de Nietzsche, Ellipses, 2001, nouvelle édition mai 2013.
  - La Philosophie de l'esprit libre : introduction à Nietzsche, Flammarion, 2008.
  - Nietzsche, Le Cavalier Bleu, coll. Idées Reçues, 2009.
  - Dictionnaire Nietzsche (avec Céline Denat), Ellipses, 2013.
  - « Oui, l'homme fut un essai » : La philosophie de l'avenir selon Nietzsche, Paris, PUF, 2016, 324 p. (ISBN 978-2-13-073175-7)
  - Nietzsche. La conquête d'une pensée, Paris, PUF, 300 p., 2022.

## Y
- Yirmiyahu, Yovel, Les Juifs selon Hegel et Nietzsche, la clef d'une énigme, Coll. La couleur des idées, Editions Seuil, 2000.

## Z
- Zweig, Stefan, 
  - Nietzsche, Stock, 2004.
  - Le Combat avec le démon : Kleist, Hölderlin, Nietzsche, trad. fr. Alzir Hella, Paris, Le Livre de Poche, 340 p., 2004